# НФЛ в сезоне 2010
Сезон НФЛ 2010 года был 91-м сезоном в истории Национальной футбольной лиги и 45-м в эпоху Супербоула.
Регулярный сезон начался в четверг, 9 сентября, на стадионе Louisiana Superdome. Нью-Орлеан Сэйнтс победили Миннестоу Вайкингс со счетом 14:9.
Том Брэди , квотербэк Нью-Ингленда был назван самым ценным игроком НФЛ в сезоне 2010 года. Супербоул XLV прошел на стадионе Cowboys в Арлингтоне, штат Техас . Грин-Бэй победил Питтсбург 31:25, чтобы выиграть свой четвертый Супербоул.